# 김약연
김약연(金躍淵, 1868년 9월 12일 ~ 1942년 10월 29일)은 대한제국의 독립 운동가이다. 본관은 전주(全州)이고 함경북도 회령 출생이다. 아호는 규암(圭巖). '최세평(崔世平)'이라는 가명도 사용했다.

## 생애
그는 시인 윤동주의 외숙부이다. 여동생 김용과 매제 윤영석 사이에서 출생한 시인 윤동주는 그의 생질(甥姪) 조카로, 외숙부인 김약연이 설립한 명동학교를 졸업했다.
함경북도 회령에서 출생하여 지난날 한때 함경북도 종성에서 잠시 유아기를 보낸 적이 있는 그는 그 후 함경북도 회령에서 주로 성장하였다. 1900년 일가족과 함께 간도의 용정으로 이민하여 1901년 규암재를 설립했다. 규암재는 소규모 서당이었으나, 이후 명동서숙을 거쳐 명동학교와 명동여학교로 발전함으로써 이 지역 교육 계몽 운동의 중심이 되었다.
본래 유학자였으나 1909년 개신교에 입문한 뒤 1929년 평양신학교를 졸업하였다. 명동교회를 설립하고 후에 목사가 되었으며, 일제강점기 동안 간도 지역 항일 운동의 구심점으로 활동했다.
간도 지역 자치 기구 간민회를 결성을 주도해 회장을 맡았으며, 1918년 길림에서 무오 독립 선언에도 참가한 바 있다.
그가 처음 이민온 뒤 개척하여 평생 근거지로 삼아서 활동했던 용정의 명동촌에 기념비가 세워져 있다.
증손자인 김재홍이 서굉일과 공저한 전기 《규암 김약연 선생》<ref>서굉일. 《규암 김약연 선생》.

## 사후
- 대한민국 정부는 고인의 공헌을 기리기 위하여 1977년 건국훈장 독립장을 추서 하였다.

## 참고자료
- 대한민국 국가보훈처, 이 달의 독립 운동가 상세자료 - 김약연, 1997년 보관됨 2016-03-04 - 웨이백 머신
- 《한겨레신문》 (2007.6.18) 해방의 등불 된 ‘간도의 대통령’ - 한국판 모세’ 김약연 선생
- 《경향신문》 (2005.6.27) 다시쓰는 독립운동列傳 Ⅱ 중국편－5. ‘간도의 한인대통령’ 김약연